# (73980) 1998 DV8
(73980) 1998 DV8 – planetoida z pasa głównego asteroid okrążająca Słońce w ciągu 3,67 lat w średniej odległości 2,38 j.a. Odkryta 23 lutego 1998 roku.